# Lucía Snieg
Lucía Snieg es una actriz y cantante argentina nacida el 25 de mayo de 1994 en Buenos Aires Argentina.

## Películas
- 2011 - El día que no nací
- 2009 - Algo de ella
- 2008 - Horizontal/Vertical - Laurita[1]
- 2007 - Las mantenidas sin sueños - Eugenia[2]

## Teatro
- 2013 - Efímero - Dir. Claudia Quiroga
- 2012 - No es amor, es otra cosa - Dir. Eduardo Calvo
- 2012 - Los tres patitos - Dir. Claudia Quiroga
- 2012 - Aguamarina Dir. Fernando G.Bozzini

## Telenovelas
- 2011 - Los únicos - Canal 13
- 2012 - Amores de historia - Canal 9

## Series
- 2015 - La casa - TV Pública

## Premios
- Mejor actriz en el festival de Peñiscola.
- Mejor actriz de reparto en el festival de Cartajena.